# Canon PowerShot S2 IS
PowerShot S1 IS PowerShot S3 IS
Le PowerShot S2 IS est un appareil photo numérique produit par Canon, annoncé en avril 2005.

## Caractéristiques
- Capteur CCD 5 millions de pixels
- zoom optique 12x (équivalent 36-432 mm f2,7/3,5) avec stabilisateur
- écran LCD 1.8 pouces couleur orientable
- vitesse d'obturation 15 s - 1/3200 s
- carte mémoire SD
- mode macro et 'super-macro'
- enregistrement audio stéréo 44 kHz
- mode vidéo VGA 640 × 480 30 images/s MJPEG
- interface USB 2.0
- poids 405 g